# 11号州际公路
11号州际公路（英語：Interstate 11，I-11）是位于美国内华达州的一条州际公路，路线沿93号美国国道和95号美国国道走向，于2015年由美国国会修复美国地面运输法案赋予正式编号。该公路2.5英里（4.0）长的临近博尔德城的首段（胡佛水坝-亨德森）已于2017年6月16日完工开放。目前的计划是该公路的南端将始于亚利桑那州诺加利斯美墨边界，终于內華達州雷諾，沿用目前的I-19、I-10、93号美国国道以及95号美国国道路线。
该州际公路已经经由国会批准，且标识有“未来I-11通道”的标志已经树立起来。在南向通道上有两个标志牌，分别2英里路标以及93号美国国道在I40南侧处；北向车道的两个标志牌在93号美国国道凤凰城北和金曼。通常负责州际公路编号与规划的美国州公路及运输协会（AASHTO）及联邦公路管理局（FHWA）尚未涉入。
该公路目前的规划编号并不符合美国州际公路网络现有的命名常规，至少目前规划的拉斯维加斯以南路段，该公路将完全位于15号州际公路以东，按照常规本应该赋予大于15的数字。但是由于I-17已经建好且在目前规划的I-11路径以东，南北走向的公路又通常应当用奇数编号，因此保证该路段命名不违反传统命名规范已经不可能。编号I-11作为最好的选择最终被敲定。未来将该州际公路向拉斯维加斯以北延伸至雷諾的计划将使I-11位于I-15西侧，这样就符合一般编号常规了。